# Cabinet Inlet
Cabinet Inlet (hiszp. Ensenada Reales Cédulas, Ensenada Gabinete) – zatoka Oceanu Południowego, położona wzdłuż Wybrzeża Foyna, pomiędzy przylądkami Cape Alexander i Cape Robinson. Ma 36 mil (58 km) długości i 27 mil (43 km) szerokości (u wlotu). W grudniu 1947 roku została sfotografowana z powietrza przez ekspedycję RARE pod przewodnictwem Finna Ronne'a, a następnie zbadana z lądu przez ekspedycję FIDS. Została nazwana przez ekspedycję FIDS na cześć Brytyjskiego Gabinetu Wojennego (British War Cabinet), który w 1945 roku zatwierdził operację Tabarin. 